# Carla Tiene
Carla Tiene (* 15. Mai 1981 in Rio Claro) ist eine ehemalige brasilianische Tennisspielerin. Von 2013 bis 2015 war sie Teamchefin der brasilianischen Fed-Cup-Mannschaft.

## Karriere
Tiene begann im Alter von sechs Jahren mit dem Tennisspiel. Während ihrer Karriere gewann sie auf der ITF-Tour insgesamt acht Titel im Einzel und 36 im Doppel. In den Jahren von 1999 bis 2004 nahm sie für ihr Land am Fed Cup teil.

## Turniersiege

### Einzel
| Nr. | Datum          | Turnier         | Kategorie   | Belag     | Finalgegnerin                | Ergebnis        |
| --- | -------------- | --------------- | ----------- | --------- | ---------------------------- | --------------- |
| 1.  | Mai 1999       | Ciudad Juárez   | ITF $10.000 | Hartplatz | Stephanie Mabry              | 6:76, 6:1, 7:66 |
| 2.  | August 2001    | Guayaquil       | ITF $10.000 | Sand      | Ana Lucia Migliarini De Leon | 6:2, 6:0        |
| 3.  | August 2001    | Lima            | ITF $10.000 | Sand      | Melisa Arevalo               | 6:3, 6:4        |
| 4.  | September 2001 | São Paulo       | ITF $10.000 | Hartplatz | Maria Fernanda Alves         | 6:3, 7:5        |
| 5.  | Juni 2003      | Ciudad Victoria | ITF $10.000 | Hartplatz | Leticia Sobral               | 4:6, 6:1, 6:4   |
| 6.  | September 2003 | Aguascalientes  | ITF $10.000 | Sand      | Marcela Evangelista          | 6:3, 6:1        |
| 7.  | Oktober 2003   | Guadalajara     | ITF $10.000 | Sand      | Graciela Velez               | 6:4, 6:1        |
| 8.  | August 2005    | Bogotá          | ITF $10.000 | Sand      | Andrea Koch-Benvenuto        | 6:4, 6:0        |